# Okres Bartoszyce
Okres Bartoszyce (polsky Powiat bartoszycki) je okres v polském Varmijsko-mazurském vojvodství u hranic s Ruskem. Rozlohu má 1308,54 km² a v roce 2019 zde žilo 57 231 obyvatel. Sídlem správy okresu je město Bartoszyce.

## Gminy
Městské:
- Bartoszyce
- Górowo Iławeckie

Městsko-vesnické:
- Bisztynek
- Sępopol

Vesnické:
- Bartoszyce
- Górowo Iławeckie

## Města
- Bartoszyce
- Bisztynek
- Górowo Iławeckie
- Sępopol

## Sousední okresy
| Růžice kompasu | Kaliningrad | Kaliningrad      | Kaliningrad | Růžice kompasu |
| Růžice kompasu | Braniewo    | Sever            | Kętrzyn     | Růžice kompasu |
| Růžice kompasu | Braniewo    | Okres Bartoszyce | Kętrzyn     | Růžice kompasu |
| Růžice kompasu | Braniewo    | Jih              | Kętrzyn     | Růžice kompasu |
| Růžice kompasu | Lidzbark    | Olsztyn          | Kętrzyn     | Růžice kompasu |